# XLOV
XLOV (em coreano: 엑스러브; RR: Ekseureobeu) é um grupo masculino sul-coreano formado e gerenciado pela 257 Entertainment. O grupo é composto por quatro membros: Wumuti, Rui, Hyun e Haru. Eles estrearam em 7 de janeiro de 2025 com seu single álbum I'mma Be.
O nome do grupo é uma combinação de duas palavras, "X" que representa o desconhecido e a negação, e "lov" que representa o amor inacabado, que têm diferentes formas e significados. O tema do grupo é "conceito agênero".

## História

### Pré-estreia e outras atividades
Em 2015, Wumuti venceu a primeira temporada do reality show Super Idol da MBC Music e estreou como membro do Swin. Ele então participou de três reality shows: Under Nineteen da MBC em 2018, Boys Planet da Mnet e Build Up: Vocal Boy Group Survival em 2023 e 2024, respectivamente. Também foi ativo como membro do grupo-projeto Waterfire.
Em 2023, Rui e Haru também participaram como trainees individuais no Boys Planet, com o primeiro usando seu nome completo na época.

### 2024–presente: Introdução,I'mma BeeI One
Em dezembro de 2024, a 257 Entertainment anunciou que o XLOV estrearia em 7 de janeiro de 2025. A formação dos membros foi sendo revelada ao decorrer do mês, sendo eles: Wumuti, Rui, Hyun e Haru.
Em 7 de janeiro de 2025, XLOV fez sua estreia com o single álbum I'mma Be e seu single principal de mesmo nome.
Em 11 de maio de 2025, XLOV anunciou que seu segundo single álbum, de 6 faixas, I One, será lançado em 13 de junho. Para marcar o primeiro retorno do grupo desde a sua estreia, eles criaram um novo logotipo com um coração esfarrapado envolto em chamas, enquanto a capa do álbum incorpora um efeito de fogo na tipografia do título.

## Integrantes
- Wumuti (hangul: 우무티), nascido Wúmùtí Tǔ'ěrxùn (mandarim: 吾木提) na China, em 7 de julho de 1999 (25 anos). Líder, vocalista líder, produtor.[16]
- Rui (hangul: 루이), nascido Chen Kuan Jui (mandarim: 陳冠叡) em Taiwan, em 28 de dezembro de 2000 (24 anos). Dançarino principal, segundo vocalista.
- Hyun (hangul: 현), nascido Kim Jin Hyung (hangul: 김진형) na Coreia do Sul, em 26 de julho de 2002 (22 anos). Vocais, rapper.
- Haru (hangul: 하루), nascido Kato Haru (japonês: かと 春) no Japão, em 18 de fevereiro de 2006 (19 anos). Dançarino líder, rapper.

## Discografia

### Single álbuns
| Título   | Detalhes | Paradas musicais | Vendas        |
| Título   | Detalhes | KOR              | Vendas        |
| -------- | --- | ---------------- | ------------- |
| I'mma Be | - Lançamento: 7 de janeiro de 2025 - Gravadora(s): 257 Entertainment, Quarter Music - Formatos: CD, download digital, streaming Faixas 1. "I'mma Be" 2. "I'mma Be (Instrumental)" 3. "I'mma Be (88 Techno Remix)" 4. "I'mma Be (Dark House Remix)"             | 11               | - KOR: 16,000 |
| I One    | - Previsto: 13 de junho de 2025 - Gravadora(s): 257 Entertainment, Quarter Music - Formatos: CD, download digital, streaming Faixas 1. "1&Only" 2. "1 of Lov" 3. "Bizness" 4. "1&Only (Instrumental)" 5. "1 of Lov (Instrumental)" 6. "Bizness (Instrumental)" | —                | —             |

### Singles
| Titulo     | Ano  | Álbum    |
| ---------- | ---- | -------- |
| "I'mma Be" | 2025 | I'mma Be |
| "I&Only"   | 2025 | I One    |